# جوانان ماه مه
جوانان ماه مه (کره‌ای: 오월의 청춘; هانجا: 五月의 靑春; لاتین‌نویسی اصلاح‌شده: Oworui Cheongchun ) یک مجموعهٔ تلویزیونی کره جنوبی سال ۲۰۲۱ با بازی لی دو هیون، گو مین شی، لی سانگ-یی و کوم سه-روک است. این سریال از ۳ مهٔ ۲۰۲۱ تا ۸ ژوئن ۲۰۲۱، روزهای دوشنبه و سه‌شنبه ساعت ۲۱:۳۰ (کی‌اس‌تی) برای ۱۲ قسمت از کی‌بی‌اس۲ پخش شد.

## خلاصهٔ داستان
جوانان ماه مه در سال ۱۹۸۰ و در جریان قیام گوانگجو اتفاق می‌افتد و داستان افرادی را نشان می‌دهد که درگیر یک رابطه پیچیده شده‌اند.
کیم میونگ هی (گو مین شی) پرستاری است که قصد تحصیل در آلمان را دارد . با این حال، او پول کافی برای خرید بلیط هواپیما ندارد. بهترین دوستش، لی سو ریون (کوم سه-روک)، قول می دهد تا زمانی که او را در یک قرار کور جایگزین کند، مقداری پول به او قرض دهد. کیم میونگ هی سپس با دانشجوی پزشکی به نام هوانگ هی ته (لی دو هیون) ملاقات می‌کند. آنها به یکدیگر احساس پیدا می‌کنند.

## بازیگران

### اصلی
- لی دو هیون در نقش هوانگ هی ته
  - چوی وون یانگ در نقش بزرگتر هوانگ هی ته
- گو مین شی در نقش کیم میونگ هی
- لی سانگ-یی در نقش لی سو چان
- کوم سه-روک در نقش لی سو ریون